# Иларион Велики
Иларион Велики (грч. αγιος Ιλαριων ο αναχωρητης; 288—372) је био хришћански светитељ и аскета, поштован посебно међу Монасима.
Православна црква га прославља 21. октобра по јулијанском календару).
Студирао је науке у Александрији, где је примио хришћанство у заједници Светог Антонија Великог. Након тога, настанио се у пустињи у близини Газе. Био је оснивач више манастира и први проповедник монаштва у Палестини. Пред крај живота поново посетио Египат да би посетио гроб Светог Антонија, а одатле је отишао даље у Сицилију и Далмацију.
Умро на острву Кипар 371. или 372. године.
Његов живот описао је Епифаније Кипарски.